# Élection municipale de 2000 à Richmond (Québec)
L'élection municipale québécoise de 2000 à Richmond (Québec) est un scrutin tenu le 20 avril 2000 dans la ville nouvelle de Richmond, créée à la suite de la fusion entre l'ancienne ville de Richmond et la municipalité de village de Melbourne (à ne pas confondre avec la municipalité de canton de Melbourne).

## Résultats
| Candidats pour la mairie    | Vote            | %               |
| --------------------------- | --------------- | --------------- |
| Marc-André Martel (Sortant) | Sans opposition | Sans opposition |

| Candidats conseiller #1 | Vote            | %               |
| ----------------------- | --------------- | --------------- |
| Charles Malette         | Sans opposition | Sans opposition |

| Candidats conseiller #2 | Vote | %     |
| ----------------------- | ---- | ----- |
| Paul Gifford            | 67   | 67,78 |
| Jacques Champagne       | 32   | 32,32 |

| Candidats conseiller #3 | Vote | %     |
| ----------------------- | ---- | ----- |
| Réal Veilleux (Sortant) | 170  | 72,65 |
| Yvan Tremblay           | 64   | 27,35 |

| Candidats conseiller #4      | Vote            | %               |
| ---------------------------- | --------------- | --------------- |
| Ghyslaine Bilodeau (Sortant) | Sans opposition | Sans opposition |

| Candidats conseiller #5 | Vote            | %               |
| ----------------------- | --------------- | --------------- |
| Daniel Ménard (Sortant) | Sans opposition | Sans opposition |

| Candidats conseiller #6       | Vote | %     |
| ----------------------------- | ---- | ----- |
| Jean-Guy Berthiaume (Sortant) | 131  | 71,98 |
| André Charest                 | 51   | 18,02 |

| Candidats conseiller #7        | Vote | %     |
| ------------------------------ | ---- | ----- |
| Georges-Henri Poulin (Sortant) | 89   | 70,08 |
| Jocelyn Bastien                | 38   | 29,92 |